# Khemisti
Khemisti là một đô thị thuộc tỉnh Tipaza, Algérie. Dân số thời điểm năm 2002 là 12.622 người.